# Maron von Beit

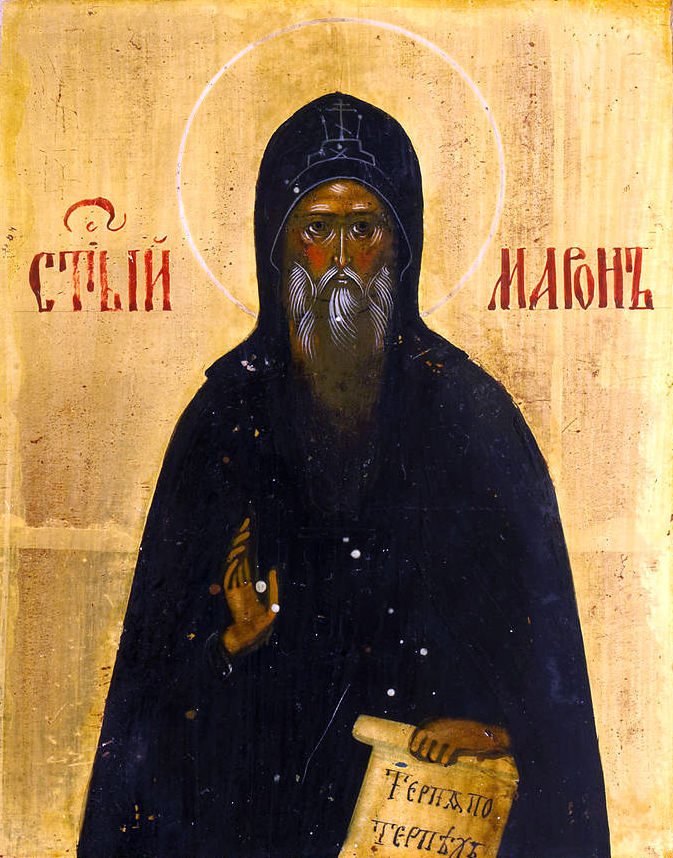
Maron von Beit in einer Darstellung des 19. Jahrhunderts; Text in Kyrillisch

Der heilige Maron von Beit (Maro, Maroun oder Marun; † 410) war ein christlicher Eremit und syrisch-orthodoxer Priester im Orient. Vermutlich ein Suryoyo-Aramäer, wurde er zum Namensgeber für die Maroniten.

## Leben
Maron lebte nahe dem Fluss Orontes bei Cyrrhus in Syrien. Als er einen Heidentempel fand, widmete er sich voll und ganz Gott und machte den Tempel zu seinem Oratorium. Er gründete Klöster und bildete Mönche im Libanon und Syrien aus.
Sein Grab befindet sich zwischen Hama und Homs, nahe einem Kloster.

## Verehrung
Nach Maron von Beit sind verschiedene Eparchien benannt, siehe Eparchie des Hl. Maron. Die Bezeichnung Maroniten für die Anhänger der mit der katholischen Kirche unierten Syrisch-Maronitische Kirche von Antiochien, leitet sich von seinem Namen ab.
Der Namenstag des Hl. Maron wird am 9. Februar gefeiert. Im Libanon ist dies ein offizieller Feiertag. Auch in den maronitischen Gemeinden außerhalb des Libanons wird dieser Tag besonders gefeiert. Er ist der Patron aller maronitischen Christen und des Dorfes Volperino bei Foligno in Italien.
Ihm wurden Heilkräfte zugeschrieben.